# Playing Cards With Coyote
«Playing Cards with Coyote» es el octavo episodio de la primera temporada de la serie de televisión FlashForward, de la cadena ABC. Fue escrito por los guionistas Marc Guggenheim y Barbara Nance y dirigido por Nick Gomez. Fue transmitido en Estados Unidos y Canadá el 12 de noviembre de 2009.

## Argumento
A pesar de la reciente muerte del agente Gough, el equipo del FBI no se detiene. Janis ya está de vuelta tras una breve recuperación, aunque ahora se planteará algunas dudas sobre su futuro en el departamento del FBI. Y también Mark tendrá que volver al trabajo e interrumpir su escapada romántica con Olivia, cuando recibe una llamada de sus compañeros. Parece que han localizado al hombre del tatuaje que era investigado en el flashforward de Mark. 
Por otra parte, Simon y Lloyd deciden solucionar sus diferencias en una partida de póquer. Si gana Simon, Lloyd tendrá que dejar de evitar a Simon y seguir con lo acordado. Pero si gana Lloyd podrá desvincularse del proyecto secreto de Simon. ¿Quién ganará? ¿El perdedor aceptará las consecuencias? 
Y además, Aaron conocerá toda la verdad sobre el accidente de su hija Tracy.
- Datos: Q6079350